# Roumoules
Roumoules är en kommun i departementet Alpes-de-Haute-Provence i regionen Provence-Alpes-Côte d'Azur i sydöstra Frankrike. Kommunen ligger  i kantonen Riez som ligger i arrondissementet Digne-les-Bains. År 2022 hade Roumoules 732 invånare.

## Befolkningsutveckling
Antalet invånare i kommunen Roumoules
Referens: INSEE